# Social Networks and Archival Context
Social Networks and Archival Context (SNAC)  ist ein US-amerikanisches Projekt in englischer Sprache, das zum Entdecken, Lokalisieren und Verwenden von verstreut archivierten Texten zu bedeutenden Personen, Familien und Körperschaften dient. SNAC ist seit 2010 online frei zugänglich. Diese Digitale Bibliothek wurde von Daniel V. Pitti, stellvertretender Direktor am Institute for Advanced Technology in the Humanities (IATH) der University of Virginia, Ray R. Larson von der University of California, Berkeley School of Information sowie Adrian Turner und Brian Tingle von der California Digital Library (CDL) begründet.
Ziel ist die Erstellung von Einträgen zu einer Person (Familie oder Körperschaft) in das Findbuch. Zu diesem Zweck verfasst das SNAC-Team vom jeweiligen Archivgut einen  Normdatensatz (EAC-CPF Datensatz = Normdatei) nach dem Encoded Archival Context-Standard unter Verwendung der Encoded Archival Description (EAD) und des Machine-Readable Cataloging (MARC). Ist der EAC-CPF Datensatz erstellt, wird er mit verwandten Normdatensätzen – unter anderen mit dem Virtual International Authority File (VIAF), den Union List of Artist Names (ULAN) und der Library of Congress Control Number (LCCN) – zusammengeführt und in die SNAC-Datenbank geschrieben.

## Nutzung
Jeder kann SNAC kostenlos nutzen. Nach dem Aufruf von SNAC gibt der User den Namen der Person ein, deren Biographie er lesen möchte. Standardmäßig ist die Suche über den gesamten Textkorpus der Datenbank eingestellt. Das ergibt mitunter mehrere Treffer. Zumeist enthält der erste Treffer die gewünschte Biographie. Manchmal besteht die Biographie bloß aus Stichpunkten oder fehlt ganz. Im letzteren Fall können die Suchresultate trotzdem weiterführen:
- Resources listet die Archive mit Titelnamen der gefundenen Quellen auf.
- Relationships führt Personen aus der SNAC-Datenbank auf, mit denen die Person zum Beispiel korrespondiert hat.
- Places gibt Aufenthalts- und Wirkungsorte der Person an.
- Subjects verweist auf die Kategorisierung der gefundenen Quellen und
- Occupations zeigt zum Beispiel Arbeitsgebiete der Person.

Oben ist immer von Person die Rede. Nach dem Aufruf von SNAC, also noch vor Eintippen des Suchbegriffs, kann unter All Types die Suche durch Wahl von einem der Begriffe aus Person, Corporate Body und Family eingeschränkt werden.
Nach Aufruf der SNAC-Startseite ist auch nach Betätigen des Buttons Search die erweiterte Suche (Advanced Search) möglich. Über den Button Search lässt sich überdies noch die Suche auf Biographien einschränken.
Rechts neben dem Button Search findet sich der Button Browse. Über den erhält der User – ganz ohne Suche – Zugriff auf alle Einträge in der SNAC-Datenbank. Zum Beispiel das Eintippen von Goethe liefert alle Kenntnisse von SNAC über den Dichter. Die resultierende Tabelle hat vier Spalten: 1. Typ (Person, Familie, Körperschaft), 2. Name des SNAC-Eintrags, 3. Anzahl der Ressourcen in der Datenbank und 4. Anzahl der Relationen in der Datenbank.
Der in Archiven Biographien suchende User wird in der rechten Spalte des Suchergebnisses häufig auf zwei weitere Online-Suchhilfen verwiesen: Den OCLC-Suchdienst ArchiveGrid sowie die DPLA-Suche.